# Бабочка и тигр
«Бабочка и тигр» — советский короткометражный рисованный мультфильм 1978 года, снятый Валерием Угаровым.
Третий из трёх сюжетов мультипликационного альманаха «Весёлая карусель» № 10.

## Сюжет
Юмористическая история о том, как старый полосатый матрас, на котором спал дружелюбный тигр, сам вообразил себя тигром. Сначала он охотился на маленькую бабочку, а затем распугал весь зоопарк, гоняясь за зверями по всей его большой территории.

## Съёмочная группа
| Автор сценария       | А. Пылаев                                                               |
| Режиссёр             | Валерий Угаров                                                          |
| Художник-постановщик | Елена Пророкова                                                         |
| Композитор           | Владимир Мартынов                                                       |
| Оператор             | Михаил Друян                                                            |
| Монтажёр             | Маргарита Михеева                                                       |
| Мультипликаторы      | Наталия Богомолова, Александр Горленко, Олег Комаров, Владимир Шевченко |
| Ассистент режиссёра  | Татьяна Митителло                                                       |
| Ассистент художника  | Елена Боголюбова                                                        |

## Награды и призы
- «Бабочка и тигр» (Весёлая карусель № 10) — Приз на МКФ в Варне, 1979[2].